# Astragalus allectus
Astragalus allectus là một loài thực vật có hoa trong họ Đậu. Loài này được (Podl.) Maassoumi miêu tả khoa học đầu tiên năm 1998.